# オルドリントン駅
オルドリントン駅（オルドリントンえき、Aldrington railway station）は、イギリス、イースト・サセックス州ホヴのオルドリントン地区にあるウェスト・コーストウェイ線の鉄道駅。

## 歴史
1905年、ロンドン・ブライトン・アンド・サウス・コースト鉄道の新駅（ダイク・ジャンクション停車場）として開業した。1923年には同鉄道が他の鉄道会社と合併してサザン鉄道が設立され、1932年にはホヴに近い隣接地により長い新ホームが建設された。その後さらに国有化によって1948年にはイギリス国鉄が駅舎を引き継いだ。この駅はかつてデビルズ・ダイクまで伸びていた支線と分岐する地点のすぐ東に位置しており、駅北西にある道路が湾曲しているのはその支線の名残りである。
1990年頃までは、ピーク時に駅員が常駐していたが、その後切符売り場として使われていた小屋は取り壊された。その後2009年までに古いコンクリート製の待合室が強化プラスチック製のものに変更され、現在ではホーム上唯一の特徴となっている。

## 運行頻度
平日オフピーク時の運行頻度は以下の通り。
- ブライトン方面：毎時2本
- ウェスト・ワージング方面：毎時2本

## 駅構造
相対式2面2線のホームを持つ高架駅。改札口がホーム両側にそれぞれ1箇所ずつ設置されており、ホーム間を移動することはできない。

### のりば
| のりば | 路線                        | 方向 | 行先                     |
| ------ | --------------------------- | ---- | ------------------------ |
| 1      | ■ウェスト・コーストウェイ線 | 上り | ブライトン方面           |
| 2      | ■ウェスト・コーストウェイ線 | 下り | ウェスト・ワージング方面 |

## 隣の駅
ネットワーク・レール
ウェスト・コーストウェイ線
■サザン（ゴヴィア・テムズリンク・レールウェイ）
ホヴ駅 - オルドリントン駅 - ポーツレード駅